# Elena Georgiewa
Elena Georgiewa (* 27. Juli 1991) ist eine bulgarische Biathletin.
Elena Georgiewa gab ihr internationales Debüt im Rahmen der Sommerbiathlon-Europameisterschaften 2008 in Bansko, wo sie mit neun Schießfehlern 17. des Sprints wurde. Das Massenstartrennen beendete sie nicht. Weitere internationale Einsätze folgten in der Saison 2008/09 im IBU-Cup. Dort bestritt sie in Bansko bei einem Sprint ihr erstes Rennen und erreichte mit Rang 21 nicht nur sofort den Gewinn erster Punkte, sondern schaffte mit Platz 14 in der Verfolgung auch ihre bislang beste Platzierung im IBU-Cup. Bei den Biathlon-Juniorenweltmeisterschaften 2010 in Torsby kam die Bulgarin auf den 67. Platz im Einzel, wurde 74. des Sprints und 15. mit der Staffel. Ein Jahr später wurde Georgiewa bei den Biathlon-Juniorenweltmeisterschaften in Nové Město na Moravě 60. des Einzels, verpasste als 64. im Sprint um vier Ränge die Verfolgung und platzierte sich mit der bulgarischen Staffel auf dem 15. Rang.